# Северна Африка
Северна Африка је најсевернија регија афричког континента. У геополитици Уједињених нација подрегија северне Африке (која се подудара са уобичајеним препознавањем регије) укључује седам следећих земаља.
- Алжир
- Египат
- Либија
- Мароко
- Судан
- Тунис
- Западна Сахара

Шпанске plazas de soberanía (ексклаве) налазе се на јужној обали Средоземног мора окружене са копна Мароком.
Шпанска Канарска острва и португалски острва Мадеира, који се налазе у Северном атлантском океану, чине северозапад афричког континента и често се укључују у ову регију.
Магреб - такође назван Тамазгха - део је северозападне Африке који обухвата Алжир, Мароко, Тунис, Западну Сахару (чији је политички статус неодређен) и (понекад) Либију. У уобичајеној употреби, посебно у француском, термин се често ограничава на прве три земље, пошто су све три биле бивше територије под француском управом (Алжир као насељеничка колонија, а остале две као протекторати). У арапском језику термин може такође означавати само на Мароко.
У ширем географском смислу, у ову регију се понекад укључују и Азори, Мауританија, Мали, Нигер, Чад, Јужни Судан, Етиопија, Еритреја и Џибути.
Неке земље се у Северној Африци, посебно Египат и Либија, често убрајају у уобичајене дефиниције Средњег истока, будући да оне у неким погледима имају ближе споне са југозападном Азијом него са Магребом. Штавише, Синајско полуострво у Египту део је Азије, па је стога Египат трансконтинентална земља.

## Рељеф
У оквиру макрорегије Северне Африке издваја се неколико значајнијих и већих регионалних целина:
- Планински систем Атласа(земље Магреба)
- Пустиња Сахара
- Долина Нила и Арапско-Нубијска пустиња[1]

## Географија
Земље северозападне Африке Мароко, Алжир и Тунис такође су познате као Атласке земље, због планина Атлас које доминирају у њиховим северним пејзажима, иако свака земља, посебно Алжир, укључује значајне делове Сахаре. Далеко источно у Либији, само су северозападни и североисточни делови земље, звани Триполитанија и Киренаика, су ван пустиње.
Од антике, пустиња је била доминантан фактор у северноафричкој средини, иако регион није увек био сув као данас. У разним временима током протеклих милион година било је периода обилних падавина, а последње се догодило око 6. миленијума пре нове ере на почетку неолитског периода (ново камено доба). Главна трговачка рута која повезује Медитеран са афричким светом постојала је дуж гребена Ахагар-Тибести у централној Сахари, а вероватно је и комуникација постојала и широм западне Сахаре. Ипак, Сахара је увек представљала огромну препреку покрету технологије и народа. У древним историјским временима већина Северне Африке била је зимзелена шума, а фауна укључује и животиње попут слона, зебра и нојева.
Планине су од највећег значаја у историјском развоју овог подручја. Протежу се од истока ка западу, паралелно са медитеранском обалом, са највишим надморским висинама у подручју Атласког горја. Оне нису непрекидне, већ чине одвојене блокове, нарочито у обалним подручјима. Иако је у планинама падавина било највише, шуме су биле неупадљиве, а рана насеља су имала тенденцију да изаберу равнице и долине између или јужно од планина. Средоземна обала, одвојена од Европе само 13 km на Гибралтарском пролазу, је изузетно неприкладна већим делом своје дужине, нудећи свега неколико природних лука и још мање природних линија комуникације у унутрашњости. Чак и велике реке, као што су Мајардах и Челиф, су непогодне. Само у североисточном Тунису обала је повољнија, а главни покрет културе и освајања је природно био одатле на запад.
Магреб је подручје у којем су различите културе поставиле неку меру јединствености, док је политичко јединство ретко; јер је оваква географија углавном одговорна. Насељено подручје има велику дужину, али малу ширину и нема природног центра од којег би се могла наметнути политичка униформност; њене природне комуникације никада нису биле једноставне, а планински блокови су били довољно велики да одржавају популације у већој или мањој мери независне.

## Праисторија

### Први људи у Африци и камено доба
Иако постоји неизвесност у вези са неким факторима, у Ајн ел-Ханеху (у Алжиру) откривен је један од најранијих трагова људског присуства у Магребу. Боље су потврђене локације у Тернифину (близу Тигенифа у Алжиру) и у Сиди Абд ел-Рахману у Мароку. На Тернифину су пронађене ручне секире, које повезујемо са хоминином Хомо еректусом, а у Сиди Абд ел-Рахману је нађени су и докази о истом хоминину од пре 200.000 година.
Пронађени су остаци раних ручних секира неандерталаца, које су израђиване лавалуазијенском и мустеријенском техником, сличне онима која су откривене у Леванту. Тврди се да еволуција палеолитских (старо камено доба) техника није достигла вишу стопу развоја него у Северној Африци. Атеријска култура (типска локација Бир-ел-Атер у Тунису), чији су носиоци били кромањонци, представља врхунац Палеолита у разноликости, специјализацији и стандарду израде; Оруђа атеријске културе се јављају у Магребу и Сахари. Тестирање радиокарбоната из Марока показује датум пре око 30.000 година за рану атеријску културу. Изгледа да се његова дифузија у региону догодила током једног од периода суше, а носиоци традиције су били очигледно познати ловци пустиње. Неколико повезаних људских остатака су неандерталци, са знатним разликама између оних пронађених на западу и оних у Киренаици. У последњој области добијен је датум пре 45.000 година за лавалуазијенску и мустеријенску технику (у Хауа-Фтеах, Либија). Алати и фрагментарни људски фосил неандерталског типа скоро су идентични онима из Палестине.
Иберо-мауританијска или оранска култура (типска локација Ла Муила, близу Орана у западном Алжиру), чији су носиоци били Мехтоиди, повезује се са коначним потискивањем неандерталаца од стране модерних Хомо сапиенса, баш као и у Европи. Нејасног порекла, чини се да се ова култура проширила дуж свих приморских подручја Магреба и Киренаике између око 15.000 и 10.000. п. н. е. Након иберо-мауританијске уследила је капсијска култура, чије је порекло такође нејасно (према неким изворима њени носиоци су били говорници афроазијских језика). Њене најкарактеристичније локације су у области великих сланих језера јужног Туниса. Атмосфера током иберо-мауританијског и капсијског времена изгледа да је била релативно сува, а фауна идеална за лов. Између 9000 и 5000. п. н. е., горња капсијска култура шири се на север, како би утицала на иберо-мауританијску, а такође и на исток до залива Сидра. Пошто постоји много доказа да је неолитска култура Магреба уведена не инвазијом већ кроз прихватање нових идеја и технологија од стране капсијских народа, вероватно је да су они били преци Либијаца познатих у историјским временима.
Ширење ране неолитске културе у Либији и Магребу догодило се током 6. и 5. миленијума пре нове ере, а карактерише га припитомљавање животиња и прелазак са лова и сакупљања на самосталну производњу хране (често и даље укључујући лов). Сточарска економија, где је стока главна животиња, остала је доминантна у Северној Африци све до класичног периода. Иако је нова врста економије могла настати у Египту или Судану, карактер традиције кремена Магребовског неолита иде у прилог опстанку већег дела раније културе, која се назива неолитско-капсијском традицијом. Сходно томе, технологија транзиције, ако не и независног домаћег порекла, најбоље се објашњава постепеним ширењем нових техника, а не емиграцијом нових народа.
Традиција неолитске капсијске културе у Магребу упорно је опстајала до првог миленијума пре нове ере с релативно мало промена и развоја; није било сјајног цветања покојне неолитске културе, а мало тога се може описати као бронзано доба. Северној Африци је у потпуности недостајала метална руда осим гвожђа, па је већина алата и оружја и даље прављена од камена до увођења техника обраде гвожђа.
Преисторијске камене резбарије пронађене су у јужном подножју планина Атлас јужно од Орана и у пределима Ахагар и Тибести. Док су неке релативно скорашње, чини се да велика већина припада неолитско-капсијској традицији. Неки показују животиње које су сада локално или чак потпуно изумрле, као што су џиновски бизон, слон, носорог и нилски коњ, у подручјима која су сада покривена пустињом. Док се могу препознати египатски ликови, карактер камене уметности се толико разликују од оног у Египту, за који се тешко може рећи да произлази из ње. С друге стране, то је много касније од стена у палеолитским временима у југозападној Европи, а вероватан је и самостални развој. Уметност је првенствено култура која је у великој мери зависила - иако не искључиво - на лову и која је преживела на сахарским рубовима све до историјског времена.
У Северној Африци има много хиљада великих камених блокова, који изгледа да немају везе са ранијим мегалитским структурама пронађеним на северу Европе, и мало је вероватно да је било који од њих ранији од првог миленијум пре нове ере. Велике структуре у Алжиру, као што је у Мзори (пречника 177 метара) и маузолеј познат као Медрацен (пречника 131 метар) вероватно су од 4. и 3. века п. н. е. и показују феничански утицај, иако се чини да је то чисто либијски.

### Период Картагине и Феничанска насеља
Северна Африка (са изузетком Киренаике) ушла је у центар медитеранске историје у 1. миленијуму пре нове ере са доласком феничанских трговаца, углавном из Тира и Сидона у савременом Либану. Феничани нису тражили земљу да се насељавају, већ за сидришта и стајалишта на трговачкој рути до Иберијског полуострва. Тачке на алтернативној рути преко Сицилије, Сардиније и Балеарских острва такође су биле заузете. Феничани су изгубили радну снагу и потребу да пронађу велике колоније као што су учинили Грци, а мало њихових насеља порасло је у било којој величини. Подручја која су бирали су углавном острва са плажама на којима се бродови могу лако усидрити.
Картагина (њено име изведено из Феничког Kart-Hadasht, „Нови град”), предодређено да буде највећа феничанска колонија и на крају империјална сила, у складу са шаблоном.
Историја нам даје датум оснивања Гадеса (модерног Кадиза, најранијег познатог феничког трговачког места у Шпанији) - 1110. п. н. е., Утике (Utique) - 1101. п. н. е. И Картагине - 814. п. н. е. Датуми који се појављују су легендарни, а на западу још није пронађен феничански објекат ранији од VIII века пре нове ере. У Картагини су пронађени неки грчки предмети, који би могли да буду од око 750. п. н. е. или нешто касније. Мало се може научити из романтичних легенди из Грчко-Римских извора о доласку Феничана у Картагину. Иако је несумњиво појединачних пловидби било и раније, мало је вероватно да је до успостављања сталне комуникације дошло пре 800. године пре нове ере, предвиђајући паралелни покрет Грка на Сицилију и јужну Италију.
Материјални докази о феничком присуству у 8. веку пре нове ере потичу из Утике и у 7. или 6. вијеку пре нове ере из Хадруметума (Сус), Типаса (источно од Шершеља у Алжиру), Сиге (Шершељ у Алжиру), Ликуса и Могадора (Есаура у Мароку), а последње је најудаљеније феничко насеље до сада познато.
Проналазака из сличног доба има у Мотији, на Сицилији, Нурију, Сулкису и Таросу (San Giovanni di Sinis) на Сардинији, и Кадизи и Алмуњекару у Шпанији. Међутим, за разлику од грчких насеља, Феничани су дуго политички зависили од своје домовине, а само неколико њих је било смештено тамо где је било потенцијала за развој. Појава Картагине као независне силе, која је претила да постане империја, што је било засновано на сигурном поседовању северноафричке обале, имала је мање користи од слабљења Тира (главног града Феничана) од стране Вавилонаца него од растућег притиска од Грка на западном Медитерану; у 580. п. н. е., неки грчки градови на Сицилији покушали су да протерају Феничане из Мотије и Панормуса (Палермо) на западу острва. Картагињани су се плашили да би, ако би Грци освојили целу Сицилију, прешли на Сардинију и шире, изолујући Феничане у Северној Африци. Успешном одбраном Сицилије уследили су покушаји да се побољша положај Феничана на Сардинији; тврђава Монте Сирај је најстарија феничанска војна зграда на западу.

### Владавина Картагине
До 5. века пре нове ере активно војно учешће западно од Тира без сумње је престало; из друге половине 6. века Тир је био под персијском влашћу. Картагина је тако постала лидер западних Феничана и у 5. веку је формирала властито царство, северну Африку, која је укључивала постојећа феничанска насеља, нове које је основала Картагина и велики део данашњег Туниса. Ништа није познато о отпору северноафричких староседелаца, али је вероватно био ограничен због распршене природе локалних друштава и недостатка формираних држава. Стварне фазе раста картагинске моћи нису познате, али процес се у великој мери завршио почетком IV века. Заузимањем полуострва Шарик (Кап Бон), Картагина је постала плодно и сигурно залеђе. Затим је проширила своју контролу југозападно до линије која се креће отприлике од Сике Венерије (Ел-Кеф) до обале Тене (Тина предграђе Сфакса, данас у рушевинама). Касније се десио упад јужно од ове линије, Тебесу (Тебеса) су освојили у III веку пре нове ере. На полуострву Шарик, где су Картагињани развили пољопривреду, домаће становништво је можда било поробљено.
Картагина је одржавала гвоздени опсег на целој обали, од залива Сидра до атлантске обале Марока, успостављајући многа нова насеља за заштиту монопола у трговини. Она су углавном била мала, вероватно су имала само неколико стотина становника. Грци су их назвали 'emporia', пијаце, које би могле послужити и као луке, где су домородачка племена доносила ствари за продају.
Било је мало сталних насеља у савременој Либији која датирају из периода након покушаја грчких Дорјана да тамо направе своју колонију.
Иако су у то време риболов и пољопривреда играли улогу у стицању богатства, Лептис Магна се са својим суседима Сабратом и Оијом (Триполи) обогатио трансахарском трговином; Лептис Магна је био крај најкраћег пута преко Сахаре који повезује Медитеран са реком Нигер. Картагинац по имену Маго је рекао да је неколико пута прешао пустињу, али несумњиво је велики део трговине ишао посредством племена. Друге станице у Габеском заливу укључивале су Зочис, познат по сланој риби и љубичастој боји, Гигтис (Буграра, или Бу Гирара) и Такапе (Габес, или Кабис). Северно од Тене били су Акола, старо феничанско насеље на Малти, Тапс (близу Табулбе у Тунису), Лептис Минор и Хадруметум, највећи градови на источној обали Туниса. Из Неаполиса (Набул, или Набеул) пут је директно водио до Картагине преко доњег дела полуострва Шарик.
Западно од Картагине дошло је до промене тока реке Мајардах; Као резултат, Утика, лука из картагинског и римског доба, данас је на удаљености од 11 km од мора. Утика је била друга у Картагини по значају међу феничанским насељима и увек је одржавала бар номиналну независност.
Од рта Сиди Али ел Меки (рт Фарина) до Гибралтарског пролаза, обала је понудила низ сидришта, али је мали број лука остварио просперитет налик оном у Габеском заливу и на источној обали Туниса. Један од најважнијих је био Хипо Дијаритус (Бизерта), чије су природне предности као луке искоришћене рано; други Хипо, касније назван Хипо Региус (Бона; данашња Анаба у Алжиру), вероватно је био картагинског порекла. На истом делу обале били су Русикада (Скикда, или Филипвил) и Коло. Велики број западних места познатих из римског периода показују старији феничански утицај, кроз инкорпорирање феничког лингвистичког елемента рус, што значи „глава” (са значењем рт), Русукуру (Делис) и Русгуние (Борџ ел-Бахри). Тингис (Тинги, или Тангер у Мароку) већ је настањен у V веку пре нове ере.

## Историја
У XVI веку Турци из Османлијског царства освајају Египат (1517) и земље Магреба, данашњи Алжир и Тунис, које су исламизиране већ 800 година. Ове земље постају провинције Османлијског царства. Само Мароко задржава своју независност под три узастопне династије: Варасиди, Садити и Алевити.
Почев од 1666. године Мароко одбија Османлије, као и Шпанце и Португалце. Султан Ал-Мансур „Победник” на арапском језику, тргује са Европљанима и осваја басен реке Нигер на југу Сахаре.
Моћно Сонгајско царство, које је контролисало горњи Нигер, уништено је у XVI веку током мароканског освајања. Царства су, међутим, опстајала у другим областима Африке. На југу, у близини реке Замбези, царство Мономотапа побеђује Португалце који су привучени богатствима земље, посебно златом. На западу, више краљевстава као што су Дахомеј, Ојо и Ашанти, заснивају свој просперитет на трговини са Европљанима, који су отворили своја представништва на атлантској обали. Ова трговина се посебно тиче робова које ове државе узимају из народа у унутрашњости земље. Они тако снабдевају Европљане обилном радном снагом. Настаје „трговина црним робљем”. Да би развијали своје колоније у Америци, Португалцима, Енглезима и Французима је потребно људство. Успостављају „трговачки троугао”, који повезује Европу, западну Африку (одакле се одводе робови) и Америку (где се они продају). Од XVI до XIX века више од 11 милиона Африканаца је депортовано у Америку у грозним условима, затворени на робовским бродовима, мучени, у нехигијенским условима, те је 10 до 15% њих умирало и пре доласка у Америку. Са друге стране, на југу Африке Холанђани снивају колонију Кејп недалеко од Рта добре наде. Овај град постаје важна станица на путу у Индију и Индонезију. Касније, Енглези освајају земљу и почињу колонизацију јужне Африке.

## Вегетација и клима
У климатско-вегетационом погледу оштро се разликују уски средоземни појас, степски предели и праве пустиње.
Средоземна клима са сувим раздобљем од априла до септембра и влажним зимама, које доносе ветрови с Атлантика, погодује расту медитеранских култура. Шуме су сечом и крчењем сведене на мале површине, углавном са зимзеленом макијом. Више шума има на планинским падинама које су изложеније кишама.
Степска унутрашњост, са мање од 400 милиметара падавина, погодује једино екстензивном сточарству, које је номадског карактера. Највећи део ове области карактеришу екстремне суше. У сахарској унутрашњости на многим подручјима киша просечно падне једном у неколико година.
За Сахару су карактеристичне врло високе летње температуре (чак 60-70 °C) и велика дневна колебања која понекад износе и по 30 °C (врели дани, хладне ноћи).

## Привреда
На површини Северне Африке, величине Европе, живи 184 милиона становника. Северна Африка је у просеку најслабије насељен део афричког континента. Већа насељеност ограничена је на неколико подручја - долину и делту реке Нил, делове средоземног и атлантског приморја и долине, котлине и висоравни Атласа. У највећем делу пустиње Сахаре живот је могућ само у оазама и речним долинама (уади) којима вода протиче једино за време краткотрајних јачих пљускова. Највећа концентрација становништва је уз реку Нил и у њеној делти - у Египту око 60 милиона људи живи на површини од само 30.000 km² или у просеку 2.000 становника по квадратном километру. Нил је пре изградње Асуанске бране наносио велике количине плодног муља који се таложио у долини и делти, па су, уз топлу климу, биле могуће и по три жетве годишње.
Северна Африка је као целина најразвијенији део афричког континента. Осим у Судану, Западној Сахари и Мауританији, у свим земљама бруто домаћи производ је већи од 1.000 USD по становнику, што је реткост за остале делове Африке. Економија се темељи на сточарству, гајењу и извозу средоземних култура и рударству. У сточарству је најраспрострањенији узгој оваца (Алжир, Мароко), коза (Судан) и говеда (Судан), а због скромних природних могућности још има много крајева у којима преовлађује номадско сточарство. У Египту и Судану, Енглези су у 19. веку развили значајну монокултуру памука.
У рударству се истиче експлоатација фосфата, руда гвожђа и обојених метала, али највећу вредност имају налазишта нафте и природног гаса, нарочито у Либији и Алжиру. Туризам је најразвијенији у Египту, Мароку и Тунису. Посебно је привлачан Египат с историјом и градитељском баштином старом 4.000-5.000 година.

## Становништво
Већину становништва северне Африке чине Арапи, међу којима су у Африци најбројнији Египћани, Мароканци и Алжирци.
У Магребу, по оазама и побрђима Атласа живе староседеоци ове регије - Бербери, који нису арапског порекла. На северу Судана и југу Египта староседеоци су Нубијци, који су ближи негроидној раси. У Египту живе још и православни Копти, потомци древних Египћана, а на југу Алжира живи номадски народ Туарези.
Скоро сво становништво регије говори арапским језиком и исповеда ислам. Становништво ове регије одликују висок природни прираштај, велики проценат младог становништва и велики број неписмених.